# Svetlana Makarovič
Svetlana Makarovič (Maribor, 1 januari 1939) is een Sloveense schrijfster van poëzie en proza voor zowel volwassenen als kinderen. Daarnaast werkt ze ook als actrice, illustratrice en chansonnière. Ze wordt als de belangrijkste hedendaagse Sloveense dichteres beschouwd en staat bekend om haar maatschappijkritische houding.

## Leven
Svetlana Makarovič werd geboren in Maribor, tegenwoordig in Slovenië. Ze studeerde in Ljubljana waar ze op het einde van het middelbaar het diploma van kleuteronderwijzeres behaalde. Daarna studeerde ze aan de Academie voor theater, film, radio en televisie (AGRFT). Nadat ze in 1968 afstudeerde, ging ze aan de slag als actrice in verschillende theaters in Ljubljana. Niet helemaal tevreden besloot ze verschillende humane wetenschappen te bestuderen (psychologie, pedagogie, etnologie, vreemde talen, ...) en tegelijkertijd speelde ze piano in verschillende cafés. In 1970 besloot ze haar leven aan de literatuur te wijden. Makarovič is een culturele duizendpoot, zo schrijft ze niet enkel poëzie en proza maar houdt zich onder andere ook bezig met het schrijven van hoorspelen en stukken voor het poppentheater.
In 1997 is ze officieel op pensioen gegaan maar ze blijft nog steeds zeer actief in het Sloveense culturele en maatschappelijke leven waardoor haar inmiddels omvangrijk oeuvre (meer dan 300 werken) nog steeds toeneemt. Svetlana Makarovič schopt graag tegen maatschappelijke gevestigde waarden zoals de Kerk of het huwelijk als instituut. Zo was ze ooit verloofd maar blies ze het huwelijk op het laatste moment af. Svetlana Makarovič woonde samen met de Sloveense dichter, toneelschrijver en zanger Gregor Strniša tot aan zijn dood in 1987.

## Werk

### Volwassenenliteratuur
Svetlana Makarovič begon met publiceren van haar werk in magazines en kranten vanaf 1957. Haar eerste gepubliceerde gedicht was V črnem tlaku (In de zwarte stoep). Dit werd gepubliceerd in Mlada pot (De jonge weg), andere magazines waarin haar werken werden gepubliceerd waren: Naša sodobnost (Onze eigentijd), Tribuna (Tribune), Problemi (Problemen), Perspektive (Perspectieven), Sodobnost (Eigentijd) en Dialog (Dialoog).
Haar eerste gedichtenbundel, getiteld Somrak (Schemering), kwam uit in 1964. Dit werk sloot, net als haar andere werken uit de late jaren 50 en begin jaren 60, aan bij de toenmalige tendens in de Sloveense poëzie: er werd geleidelijk overgeschakeld van intimisme naar modernisme. In de gedichtenbundel Kresna noč (Midzomernacht) drukt ze persoonlijke gevoelens uit in traditionele poëtische vormen. Makarovič’ op volkspoëzie gebaseerde gedichten drukken een nieuwe vorm van existentiële crisis van de moderne mens uit. In het begin van de jaren 70 werd haar poëzie dan weer ruwer qua vorm , daarnaast werd ook de stemming droeviger. Een voorbeeld hiervan is de gedichtenbundel Bo žrl, bo žrt (Zal opeten, zal opgegeten worden).
De bundel Srčevec uit 1973 en de bloemlezing Izštevanja (Telversjes) uit 1977 worden als haar creatieve hoogtepunten beschouwd. In 2002 gaf ze in eigen beheer de bloemlezing Samost (Eenzaamheid) uit.

### Jeugdliteratuur
Met het schrijven van jeugdliteratuur begon Svetlana Makarovič later, namelijk in de jaren 70. Ze heeft een specifieke stijl gecreëerd met originele namen voor de personages (Kipje Emilija bijvoorbeeld). Veel van deze personages zijn archetypes (weeskinderen bijvoorbeeld). Makarovič schrijft vaak dierenverhalen waarbij de dierlijke personages gepersonifieerd worden: ze spreken en gedragen zich als mensen. Deze personages leven in hun eigen wereldje maar dit wereldje wordt niet geïdealiseerd: er bevinden zich ook wrede en egoïstische personages. Soms komen ook meer volwassen personages voor die de kinderlijke speelsheid willen beperken waardoor het hoofdpersonage zich dan eenzaam of bedroefd gaat voelen. Makarovič schuwt geen taboes of complexere onderwerpen, zo gaat ze thema’s als seks en intolerantie niet uit de weg. In Mi, Kosovirji (Wij, Kosovieren) en andere verhalen over de Kosovieren (een door haar verzonnen volk) is de verteller duidelijk voorstander van vrijheid en stelt hij regels en autoriteit in vraag.

### Chansonnière
Svetlana Makarovič heeft meerdere boeken met chansonteksten uitgegeven zoals bijvoorbeeld Krizantema na klavirju (Chrysanten op de piano). Zelf treedt ze ook op maar dan enkel op recitals met een beperkt publiek achter gesloten deuren. De onderwerpen in haar chansons zijn dezelfde als die in haar gedichten maar Makarovič gebruikt meer humor in haar liedjesteksten. Haar maatschappijkritische houding komt ook in deze werken naar voor. Makarovič heeft al enkele cd's uitgebracht (zie discografie) en is ze de schrijfster van enkele Sloveense evergreens zoals Na na na (gezongen door Neca Falk) en V Ljubljano (gezongen door Marjana Deržaj).

### Poppentheater in Ljubljana
In 1972 begon de samenwerking tussen het poppentheater in Ljubljana en Svetlana Makarovič. Makarovič schrijft niet enkel stukken maar werkt soms ook mee aan de muziek of de kostuums, af en toe treedt ze zelf ook op als poppenspeelster. Het eerste stuk dat Makarovič voor het poppentheater schreef was Sovica Oka (Oka de uil), het meest bekende is Sapramiška (Sapramuis) dat voor het eerst werd gespeeld op 17 oktober 1986.

## Maatschappijkritische houding

### Kritisch tegenover de Sloveense literaire wereld
Svetlana Makarovič gaf haar lidmaatschap van de Sloveense schrijversbond op omdat ze het niet eens was met de toelatingsvoorwaarden, ze vond dat het belangrijkste argument niet kwantiteit maar kwaliteit zou moeten zijn. Ze geeft ook openlijk kritiek op uitgevers die ze verwijt auteurs te misbruiken. Tegelijkertijd zet ze zich in voor meer sociale rechten voor freelance artiesten. Makarovič pleitte in het begin van de jaren 80 voor het stichten van een pluralistisch tijdschrift dat zich enkel aan literatuur zou wijden. Ze beschouwt haar gedichten niet als nationaal bezit maar als eigendom van de auteur, daarmee ging ze in tegen de communistische gedachte dat kunst er voor het volk moest zijn (Slovenië was als deel van Joegoslavië communistisch tot de jaren 90). In 2000 weigerde Makarovič de publieke overhandiging van de Prešerenprijs (de som geld die aan deze prijs verbonden is, nam ze wel in ontvangst).

### Kritisch tegenover het Sloveense zelfbeeld
Makarovič ziet de Slovenen als ongevoelig, primitief, hypocriet en kruiperig, ze noemt hen daarom spottend 'Slovenceljni'. In haar satirische gedichten Pesmi o Sloveniji za tuje in domače goste (Gedichten over Slovenië voor vreemdelingen en lokale gasten) doorbreekt ze het gemystificeerde Sloveense zelfbeeld. Makarovič beeldt hen in deze gedichten af als narcistisch en agressief maar naar de buitenwereld toe naïef. Dit doet ze door het populaire volksverhaal over Martin Krpan te parodiëren en te alluderen naar de Bijbel. Deze kritische houding tegenover de Slovenen komt ook terug in haar chansons.

### Kritisch tegenover de Rooms-katholieke kerk
In januari 2012 veroorzaakte Svetlana Makarovič een controverse door in een interview te stellen dat ze het haten van de Rooms-katholieke kerk in Slovenië als haar burgerplicht ziet. De kerk veroordeelde haar uitspraak als krom, primitief en onacceptabel, en vond dat het inging tegen de Sloveense grondwet die vrijheid van religie garandeert. Verschillende burgerinitiatieven en de politie wouden de zaak laten onderzoeken door het gerecht. De ombudsman voor mensenrechten wees op het feit dat haat en intolerantie op basis van individuele kenmerken niet getolereerd mogen worden maar verder werd geen gevolg gegeven aan de zaak.